# Viruskit
Viruskit, auch Virus-Toolkit, Virusbaukasten oder Virus Construction Kit ist die Bezeichnung für Programme, mit deren Hilfe man auf einfachem Wege Schadprogramme, namentlich Computerviren oder -würmer, zu erstellen. Die meisten Viruskits besitzen die Fähigkeit, den damit erstellten Viren einen Payload, also gezielt schadenbringende Funktionen, wie zum Beispiel das Löschen von bestimmten Systemdateien, zuzuweisen. Zum einfachen Erstellen von Computerviren mittels Viruskits sind in den meisten Fällen keine Kenntnisse in Software-Programmierung erforderlich, da die Benutzer von Virusbaukästen lediglich aus Listen von Optionen auswählen, welche Schäden die von der Software erstellten Viren anrichten sollen.
Aufgrund der einfachen Bedienung und der ohne Vorkenntnisse möglichen Gebrauchs erfreuen sich Viruskits an hoher Beliebtheit bei den sogenannten Scriptkiddies. Als Scriptkiddie bezeichnet man herablassend an Computern interessierte, aber eher unerfahrene Personen, die keine tiefergehenden Kenntnisse über IT-Sicherheit haben und nicht programmieren können. Typischerweise sind solche Personen verhältnismäßig jung und sehen ein Viruskit als Chance an, ihre eigenen Malware zu erstellen.

## Geschichte
Viruskits waren in den frühen 1990er-Jahren verbreitet. Im Laufe der Zeit wurden weitere Varianten entwickelt z. B. statt Viren Computerwürmer erstellten. Beliebt und verbreitet war in den ersten Jahren eine Variante für Batch-Viren, die Stapelverarbeitungs-Dateien (Batch-Dateien) mit Schadcode erstellen konnte.
Mit der Zeit boten die Construction Kits auch komplexere Möglichkeiten an, wobei die einfache Bedienung – meist über eine GUI – aber definitionsgemäß erhalten blieb. Funktionen um Stealth-Viren oder polymorphe Viren zu erstellen, etablierten sich bis Mitte der 1990er Jahre als Standard in den zahlreichen Viruskits.
Im Februar 2001 erhielt das nur 38 KByte große Toolkit VBS Worm Generator aus Argentinien große Medienaufmerksamkeit. Der Computerwurm Anna Kournikova, der bei seinem Ausbruch Systemüberlastungen und Serverausfälle verursacht hatte, war damit erstellt worden. Der Entwickler des VBS Worm Generator war ein damals achtzehnjähriger Programmierer aus Buenos Aires. Als sein Tool und sein Pseudonym [K]Alamar im Zusammenhang mit dem Kournikova-Wurm im Fernsehen genannt wurden, entfernte er das Programm von seiner Website.

## Verbreitung von Viruskits
Viruskits verbreiten sich größtenteils durch Internet-Foren und über sogenannten „Szene-Seiten“, auf denen diese Programme zum kostenlosen Herunterladen angeboten werden.